# Michel Demion
Michel Demion est un écrivain et voyageur français né le 18 juin 1943 à Rennes et mort le 11 mars 2016 à Noyal-Pontivy.

## Biographie
De mère bretonne et de père angevin, Michel Demion est élevé à Château-Gontier (Mayenne). Dès l’âge de dix ans, il entre au cercle celtique local où il devient danseur puis sonneur. Il découvre les fêtes de Cornouaille et fait un premier voyage en Écosse à l’âge de dix-huit ans à l’invitation d’un joueur de cornemuse. Entré à quatorze ans en apprentissage de prothésiste dentaire, il quitte ce métier à dix-neuf ans pour faire son service militaire en Allemagne. De retour à la vie civile, cette vie d’itinérance ne le quittera plus. Installé à Brest en 1965, Michel Demion devient sonneur de la Kevrenn Brest Sant Mark et y apporte son expérience et sa créativité. Il participe à de nombreuses présentations notamment au Festival des cornemuses de Brest, avant de diriger la Kevrenn Alré de 1965 à 1968. Il est membre de la SACEM.
En dehors de la musique, il prend part activement à la vie politique. Il participe au deux congrès de l'UNEF (Union Nationale des Étudiants de France), celui de Poitiers et de Lyon. Il découvre un monde étudiant jusqu’alors inconnu. En 1968, il rejoint l’UDB. Le parti est pour lui une véritable université populaire. Il y rencontre Paol Keineg, Ronan Leprohon (br), Jean Guegueniat. Il est tour à tour responsable de la section Brest Recouvrance (1968-1971), membre du bureau politique, chargé de la formation (1976-1979) et conseiller municipal de Lorient  (1983-1989).
Après avoir exercé 10 ans comme prothésiste dentaire, Michel Demion passe avec succès un certificat d’aptitude professionnelle d’action socio-éducative (DEFA), puis le diplôme supérieur en économie sociale. Il débute comme animateur dans un Foyer de Jeunes Travailleurs avec une équipe qui va marquer l’action sociale de Lorient.
Exilé professionnellement en région parisienne, il prend en charge l’association des foyers de Nogent-sur-Oise et de la région Picardie. Il initie les ateliers de lutte contre l’illettrisme et les chantiers-écoles. De 1990 à 2003, il dirige l’Association des Foyers de jeunes travailleurs (FJT).
Il a parcouru la totalité de l’Amérique latine, de l’Amérique du Nord et de l’Amérique centrale, de l’Asie centrale, de la Chine et de la Polynésie française. Il a voyagé en routard dans 68 pays différents lors de 84 voyages dont certains de plusieurs mois. En 2010-2011, il fait un tour du monde de presque un an en routard. Ce périple le conduit en Asie, en Australie, en Nouvelle-Zélande, dans les îles du Pacifique et aux États-Unis.
Michel Demion écrit : « Nous avons changé de lit plus de 228 fois et les kilomètres sont considérables : 55 000 en avion réservé, 6 500 en avion supplémentaire, près de 6 000 en voiture de location, 6 500 en train, 8 000 en bus, 3 000 à pied, sans compter les bateaux (six jours de navigation), les taxis, le stop, un quad, une moto, l’arrière d’une camionnette pendant deux jours, et 5 kilomètres en faisant le zouave sous un fil! ».
Il est l’auteur de plusieurs récits, de livres de poésie et de cinq romans. Son œuvre majeure est un gros ouvrage, La fondation du monde. Michel Demion lui a consacré sept années de sa vie. Le roman donne une vision nouvelle des forces religieuses, politiques et militaires en présence sur la planète et aide à percevoir des enjeux peu connus qui agitent la géopolitique mondiale. Il propose notamment une alternative à l’histoire des civilisations.
En 2008, alors qu’il est conseiller municipal au Bono (56), il crée deux prix littéraires — le prix Bernard Moitessier et le prix Sten-Kidna pour les jeunes écrivains voyageurs.
En 2015, il est atteint d’un cancer du cerveau. Conscient de la gravité de la maladie, il subit de nombreux traitements. Michel Demion est décédé le 11 mars 2016, à l'âge de 72 ans, après dix mois de lutte. Les cendres de Michel Demion ont été dispersées dans le golfe du Morbihan. Une association culturelle du Morbihan a donné le nom de Michel Demion à un prix littéraire créé pour honorer le travail d'un auteur en faveur du breton vannetais.

## Ouvrages publiés

### Récits de voyage
- Miettes de soleil, 2000, Édition du Petit véhicule,  (ISBN 2-84273-212-X)
- La Confusion de monde, 2001, Édition du Petit véhicule,  (ISBN 2-84273-272-3)
- Les Yeux et les étoiles, 2003, Édition du Petit véhicule,  (ISBN 2-84273-362-2)
- Liuba de Kirghizie, 2004, Édition du Petit véhicule,  (ISBN 2-84273-421-1)
- Particules chinoises, fragments tibétains, 2006, Édition du Petit véhicule,  (ISBN 2-84273-508-0)
- Partir..., 2011, Centre littéraire d’impression provençal,  (ISBN 978-2-35897-123-2)
- Equatorial’s graffitis, 2013, Édition Mon Petit Éditeur,  (ISBN 978-2-342-00224-9)

### Poésie
- Zone sang, 2004, Édition du Petit véhicule,  (ISBN 2-84273-438-6)
- Petit calendrier érotique, 2004, Édition du Petit véhicule
- Les Gorges du Mékong, 2004, Édition du Petit véhicule

### Collection livre-imprimé
- Dîner de con pour un breton, 1996, Kastel Logod, le Bono
- Livret du spectacle Térmar, 2000, Création Musicale (musique Didier Dreo)
- Rêveries autour d’un port du Golfe..., 2007, Achevé d’imprimer à Mérignac par COPY-MEDIA
- Les Ravaudeurs de nostalgie, 2007, Kastel Logod, le Bono
- Les Conquérants de l’éphémère. Kevrenn Alré, 2009, Publication de l’association Kevrenn Alré

### Roman policier
- Une petite vieille dans les épluchures, 2007, Édition du Petit véhicule,  (ISBN 978-2-84273-592-0)
- La brute et les cloportes, 2012, Édition Mon Petit Éditeur,  (ISBN 978-2-7483-9139-8)
- Le Secret du puits de Paul Gauguin, 2014, Éditions Alexandra de Saint Prix,  (ISBN 978-2-36689-027-3)
- Le Cri que fait la Mort, 2015, Éditions Alexandra de Saint Prix,  (ISBN 978-2-36689-048-8)

### Science-fiction
- La Fondation du monde, 2011, Édition Mon Petit Éditeur,  (ISBN 978-2-7483-6453-8)